# ملعب لاغوس الوطني
ملعب لاغوس الوطني هو ملعب متعدد الاستخدام في سوروليري، ولاية لاغوس، نيجيريا. كان يتم استخدامه غالباً لمباريات كرة القدم حتى عام 2001. استضاف العديد من المسابقات الدولية بما في ذلك نهائي كأس الأمم الأفريقية لكرة القدم 1980، نهائي كأس الأمم الأفريقية لكرة القدم 2002 ومباريات لتصفيات كأس العام.

## وصلات خارجية
- صور على fussballtempel.net

| سبقه ملعب أكرا الرياضي ملعب 4 أغسطس | كأس الأمم الأفريقية لكرة القدم ملعب النهائي 1980 2000 | تبعه ملعب 11 يونيو ملعب 26 مارس |